# From Zero to Hero
From Zero to Hero – piosenka pop stworzona przez duet Kay Denar i Rob Tyger na studyjny album niemieckiej wokalistki Sarah Connor, Naughty But Nice (2005). Utwór został wyprodukowany przez wcześniej wspomniany duet oraz wydany jako drugi singel z krążka dnia 7 marca 2005 roku.
From Zero to Hero zadebiutował na pozycjach 1. w Niemczech, 5. w Austrii i 10. w Szwajcarii. Najwyższą pozycję utwór zdobył w rodzimym kraju oraz 2. w Austrii i Polsce, 5. w Szwajcarii. Piosenka odniosła komercyjny sukces.
Piosenka znalazła się w soundtracku do filmu animowanego Roboty, zaś sama Sarah Connor użyczyła głosu jednej z bohaterek filmu w niemieckiej wersji animacji.

## Formaty i lista utworów singla
Niemiecki/europejski CD-maxi singel
1. „From Zero to Hero” (Singel Version)
2. „From Zero to Hero” (I-Wanna-Funk-With-You Radio Cut)
3. „From Zero to Hero” (I-Wanna-Funk-With-You Extended Mix)
4. „When a Woman Loves a Man”

## Pozycje na listach
| Lista przebojów (2005)              | Najwyższa pozycja |
| ----------------------------------- | ----------------- |
| Austria (Media Control AG)          | 2                 |
| [A] Czechy (IFPI CZ)                | 8                 |
| Europa (Billboard)                  | 1                 |
| Europa (Euro WebCharts)             | 8                 |
| Europa (AirPlay Hot 100)            | 28                |
| Japonia (Tokio Hot 100)             | 64                |
| Niemcy (Media Control AG)           | 1                 |
| Niemcy (Airplay Top 100)            | 1                 |
| [A] Polska (Pif Paf Production)     | 1                 |
| Rosja (TopHit)                      | 48                |
| Szwajcaria (Hitparade)              | 4                 |
| [A] Szwajcaria (Hitparde)           | 14                |
| World Official Top 100              | 1                 |
| World Airplay Official Top 100      | 3                 |
| Top40-Charts.com Web Top 100        | 48                |
| World Dance / Trance Top 30 Singles | 3                 |
| Top40-Charts.com Ringtones Sales    | 5                 |

| Notowania (2005)              | Najwyższa pozycja |
| ----------------------------- | ----------------- |
| Austria (Media Control AG)    | 23                |
| Szwajcaria (Media Control AG) | 38                |

| Państwo | Status |
| ------- | ------ |
| Niemcy  | Złoto  |

Adnotacje
- A ^ Notowanie Airplay.